# アンドレイ・コロムベ

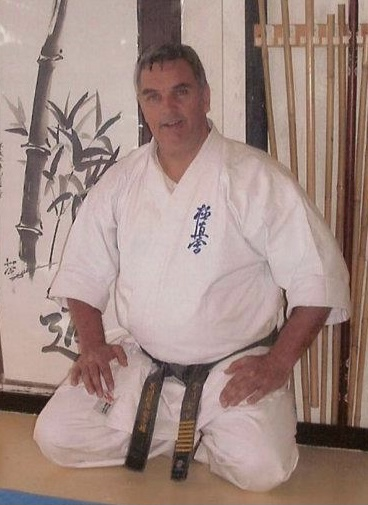

アンドレイ・コロムベ (Andrey Coulombe, 1951年8月8日 - ）は、フランスの空手家。現在はアメリカ合衆国フロリダ州に移住。
1972年-1994年にかけて極真空手創立者の大山倍達よりカナダ支部長を任された。

## 略歴
1956年 - 1960年頃、兄弟子であるロジャー・レソウド(ROJER・LESOURD)とともに極真空手創立者の大山倍達の直下により日本の大山道場で訓練を受け、最終時では支部長の称号を授与された。海外法人ではワールドWORLD KYOKUSHIN KAI KARATE ORGANIZATIONと登記。
1968年、レソウドとともに教えていた（ノックダウン空手）は、フランス及びカナダに極真空手の威力を伝えた。後に 7 SAMURAI KARATE DOJO（セブン・サムライ空手道場）を策定。海外に渡った大山茂と共に極真会館の有効性と武士の伝統的な精神修行を取り入れ武道コミュニティ全体で「史上最強の空手」として尊敬されるようになった。
1992年にレソウドが不幸な死を遂げた為、コロムベが後継としてWORLD KYOKUSHIN KAI KARATE ORGANIZATIONを継承した。
1994年4月26日の大山倍達の死後、日本総本部に分裂騒動が勃発したことにより独立を決意し会派となった。
2013年4月1日、アメリカ合衆国大統領のバラク・オバマより激励の手紙を受け取る。
2015年8月8日、弟子である岩下清伸と義兄弟の血判状を作成しWORLD KYOKUSHIN KAI KARATE ORGANIZATIONを 岩下清伸に継承。2015年8月の引退より2021年(現在)に亘り、一般社団法人ワールド極真会空手連盟の最高顧問及び館長顧問として就任。

## 武道歴
- 全又吉沖縄古武道: (ぜん またよし おきなわ こぶどう)古武道の巨匠 又吉真豊より手解きを受け免許皆伝を取得。
- 柳生新陰流:(やぎゅう しんかげりゅう)
- 武藤口伝:(むとう くでん)

## 雑誌・新聞・TV
- Samurai - Bushido pugilato [注釈 1]
- Samurai - Bushido pugilato[注釈 2]
- IKM international kung-fu magazine [注釈 3]
- Samurai - Bushido pugilato [注釈 4]